# 自由丘車站 (愛知縣)
自由丘車站（日语：／ Jiyūgaoka eki */?）是一位於日本愛知縣名古屋市千種區自由丘（自由ヶ丘），隸屬於名古屋市交通局的鐵路車站。自由丘車站是名古屋市營地下鐵名城線沿線的一站，在該路線系統內的車站編號為M16。
自由丘車站在規劃階段時原本計畫命名為「千種台」，該名稱源自車站旁的名古屋市立千種台中學校。但在2001年（平成13年）時該校已遷至他址以換取設置站前圓環的空間，因此車站啟用時的實際站名，是以所在地的地名作為命名。

## 車站結構
自由丘採全站地下化的配置，站內設有相對式的兩座側式月台與兩條乘車線。

### 月台配置
| 月台 | 路線   | 方向 | 目的地         |
| ---- | ------ | ---- | -------------- |
| 1    | 名城線 | 左環 | 大曾根、榮方向 |
| 2    | 名城線 | 右環 | 本山、八事方向 |

## 歷史
- 2003年（平成15年）12月13日 - 啟用。

## 車站周邊
- 平和公園

## 相鄰車站
名古屋市營地下鐵
 名城線
茶屋坂（M15）－自由丘（M16）－本山（M17）

## 外部連結
- 自由丘 - 名古屋市交通局